# 루이즈 플레처
에스텔 루이즈 플레처(영어: Estelle Louise Fletcher, 1934년 7월 22일 ~ 2022년 9월 23일)는 미국의 배우이다. 영화 《뻐꾸기 둥지 위로 날아간 새》의 간호사 래처드 역으로 전 세계적으로 이름을 알렸으며, 이 역을 통해 아카데미 여우주연상, 영국 아카데미 여우주연상, 골든 글로브상 극영화 부문 여우주연상을 수상했다.

## 출연 작품

### 영화
- 보위와 키치
- 뻐꾸기 둥지 위로 날아간 새
- 엑소시스트 2
- 초능력 소녀의 분노
- 원스 어폰 어 타임 인 아메리카
- 다락방에 핀 꽃
- 투 문 정션
- 베스트 오브 더 베스트
- 블루 스틸
- 플레이어
- 죽음의 땅
- 투 문 정션 2
- 가상현실
- 48시간의 킬링 게임
- 두 낚시꾼에게 무슨 일이 생겼나
- 사랑보다 아름다운 유혹

### 텔레비전
- 스타 트렉: 딥 스페이스 나인
- 피켓 펜스
- 프로파일러
- 더 프랙티스
- 조안 오브 아카디아
- 제7의 천국
- 프라이빗 프랙티스
- 셰임리스